# Centrodus
Pour le genre de conodontes Centrodus Pander, 1856, voir Lonchodus.
Centrodus striatulus
Genre
Espèce
Centrodus est un genre de requins préhistoriques de la famille des Heterodontidae. Il n'est représenté que par une seule espèce, Centrodus striatulus, découverte dans une formation de type habitat marin datant du Pennsylvanien à Carluke (Lanarkshire en Écosse).

## Systématique
Le genre Centrodus et l'espèce Centrodus striatulus ont été décrits en 1848 par le paléontologue irlandais Frederick McCoy (1817-1899).
Paleobiology Database (6 août 2022) range désormais l'espèce Centrodus striatulus dans le genre éteint Megalichthys Agassiz, 1835.

## Description
La description faite par Frederick McCoy en 1848 se base sur des dents mesurant environ 13 mm de longueur et d'un diamètre de 3 mm.

## Étymologie
Le nom générique, Centrodus, dérive du grec ancien κέντρον, kentron, « piquant, aiguillon », et ὀδόντος, odóntos, « dent ».

## Publication originale
- (en) Frederick M'Coy, « On some new Fossil Fish of the Carboniferous Period », Annals and Magazine of Natural History, Londres, Taylor & Francis, vol. 2, no 7,‎ juillet 1848, p. 1–10 (ISSN 0374-5481, OCLC 1481361, DOI 10.1080/03745485809496133, lire en ligne).